# Arthur Numan
Arthur Numan (Heemskerk, 1969. december 14. –) Európa-bajnoki bronzérmes holland válogatott labdarúgó, hátvéd, edző, játékosmegfigyelő.

## Pályafutása

### Klubcsapatban
Az SV Beverwijk, majd a HFC Haarlem korosztályos csapatában kezdte a labdarúgást. 1987-ben mutatkozott be a Haarlem első csapatában. 1991–92-ben az FC Twente, 1992 és 1998 között a PSV Eindhoven labdarúgója volt. 1998 és 2003 között a skót a Rangers csapatában játszott. A PSV-vel egy-egy bajnoki címet és hollandkupa-győzelmet ért el. A Rangers együttesével három bajnoki címet és négy skótkupa-győzelmet szerzett.

### A válogatottban
1992 és 2002 között 45 alkalommal szerepelt a holland válogatottban. Két-két világbajnokságon (1994, 1998) és Európa-bajnokságon (1996, 2000) vett részt. Az 1998-as franciaországi világbajnokságon negyedik, a 2000-es Európa-bajnokságon bronzérmes lett a csapattal.

### Edzőként
2008–09-ben a holland B-válogatott csapatvezetőjeként tevékenykedett. 2009 és 2011 között a holland U21-es válogatottnál volt segédedző. 2011–12-ben az angol Aston Villa, 2012 óta az AZ játékosmegfigyelője.

## Sikerei, díjai
Hollandia
- Európa-bajnokság
  - bronzérmes: 2000, Hollandia-Belgium

 PSV Eindhoven
- Holland bajnokság (Eredivisie)
  - bajnok: 1996–97
- Holland kupa
  - győztes: 1996
- Holland szuperkupa
  - győztes (4): 1992, 1996, 1997, 1998

 Rangers
- Skót bajnokság
  - bajnok (3): 1998–99, 1999–00, 2002–03
- Skót kupa
  - győztes (4): 1999, 2000, 2002, 2003
- Skót ligakupa
  - győztes (3): 1998–99, 2001–02, 2002–03